# Curt Swan
Curt Swan (* 17. Februar 1920 in Willmar, Minnesota; † 16. Juni 1996) war ein US-amerikanischer Künstler, Werbegrafiker und Comiczeichner. Swan erlangte vor allem als Graphiker der amerikanischen Armeezeitung Stars and Stripes während des Zweiten Weltkriegs sowie als langjähriger Zeichner der amerikanischen Comicserie Superman große Bekanntheit und Popularität. Letztere betreute er über einen Zeitraum von über 30 Jahren (1955–1986), in denen er aus früheren visuellen Inkarnationen das heute weltbekannte Erscheinungsbild des Comichelden entwickelte.

## Leben

### Frühere Jahre (1920–1945)
Swan wurde 1920 als jüngstes von fünf Kindern eines Eisenbahnarbeiters schwedischer Abstammung (der Name Swan ist eine Anglisierung des schwedischen Familiennamens Swanson) und einer Krankenschwester in Willmar im US-Bundesstaat Minnesota geboren.
Nach seinem Highschool-Abschluss 1938 und einer kurzen Betätigung als Angestellter der Mitarbeiter der Handelskette Sears, Roebuck ging Swan mit achtzehn Jahren zur amerikanischen Nationalgarde. 1940 wurde er von der US-Army eingezogen. Nachdem er zunächst in Louisiana und New Jersey stationiert war, kam er 1941 mit seiner Einheit nach Fintona in Nordirland.
Durch ein von ihm gestaltetes Wandgemälde für ein Kasino des roten Kreuzes in Fintona wurde Dick Wingert, ein Mitarbeiter der US-Armeezeitung „Stars and Stripes“ auf das künstlerische Talent des Hobbyzeichners aufmerksam und vermittelte ihm ein Engagement als Mitarbeiter bei „Stars and Stripes“. Von 1942 bis 1944 arbeitete Swan zunächst im Londoner Studio der Zeitung, für die er Illustrationen, Karikaturen und Karten zeichnete. Nach der Invasion des europäischen Kontinentes durch die Alliierten 1944 arbeitete Swan von 1944 bis 1945 in Paris, wo er noch im selben Jahr seine Verlobte die Krankenschwester Helene Brickley heiratete. Aus der Ehe gingen zwei Töchter (Karen und Cecilia) sowie ein Sohn (Christopher) hervor.

### Superman (1945–1986)
Nach dem Krieg ging Swan mit seiner Frau nach Minneapolis. Um sich als Künstler besser verwirklichen zu können, siedelte er schließlich nach New York City über, wo er auf Vermittlung von France Herron 1948 für den DC Verlag zu zeichnen begann, der ihm das für die damalige Zeit stattliche Honorar von 18 Dollar pro Seite zahlte. Dort betreute er zunächst Comicstrips wie Boy Commandos, Gangbusters und Tommy Tomorrow. In seinem ersten Jahr als Künstler bei DC verdiente er die für die damalige Zeit gewaltige Summe von 10.000 Dollar.
1951 verließ er DC, um als Graphiker für eine Werbeagentur zu arbeiten, kehrte aber binnen weniger Monate aufgrund von finanziellen Sorgen zurück. Nachdem er schon einige Jahre gelegentlich als Ersatzmann des Zeichners Wayne Boring den Flaggschifftitel des Verlages Superman und dessen diverse Ableger (Superman's Pal Jimmy Olsen, Superman's Girl Friend Lois Lane, World's Finest) betreut hatte, wurde Swan 1955 zum Stammzeichner der Reihe befördert. Diesen Posten behielt er bis zum Neustart der Reihe 1986. Über den langen Zeitraum von 30 Jahren erwarb er sich den Ruf, „der“ Superman-Zeichner schlechthin zu sein. Aufgrund seiner ruhigen und bescheidenen Art erfreute er sich zudem bei seinen Kollegen großer Beliebtheit. So wurde etwa Christopher Reeve als Darsteller des Helden in Richard Donners Kinofilm Superman von 1977 aufgrund seiner Ähnlichkeit zu Swans in den 1950er und 1960er Jahren entwickelten Superman-Designs ausgewählt.

### Späte Jahre (1986–1996)
Nach seinem Ausscheiden als Stammzeichner der Superman-Serie war Swan aufgrund seines finanziellen Ungeschicks genötigt trotz seines fortgeschrittenen Alters noch zu arbeiten. So zeichnete er fast bis zu seinem Tod gelegentlich Fill-In-Ausgaben anderer Titel für DC wie Teen Titans, Swamp Thing und diverse „Annuals“.
Sein Alter war durch Alkoholprobleme und persönliche Schicksalsschläge wie den Tod seiner Frau und seiner Kinder gekennzeichnet.

## Künstlerisches Wirken
Mit Ausnahme eines kurzen Besuchs des Pratt Institutes für Bildende Kunst 1952 erfuhr Swan niemals eine akademische künstlerische Ausbildung, sondern brachte sich sein Handwerk als Autodidakt selbst bei.
Während seiner Zeit als Zeichner der Superman-Reihe veränderte er das Erscheinungsbild des Titelhelden maßgeblich. Das Kinn des Helden gestaltete er weniger kantig als seine Vorgänger, außerdem verlieh er Superman insgesamt ein sanfteres, sympathischeres und attraktiveres Erscheinungsbild. Vorbilder seines Supermans waren der Schwimmer und Schauspieler Johnny Weissmüller, die Comicfigur Rip Kirby und später auch der Schauspieler George Reeves. Das visuelle Gesamtbild der Superman-Reihen wurde unter Swan mehr naturalistisch und weniger cartoonesk als früher. Berühmt wurden vor allem die dynamisch-fließenden Flugszenen und die ausdrucksstarken Gesichter von Swans Figuren.
Seine künstlerischen Partner waren die Tuschezeichner George Klein, Al Williamson und Murphy Anderson.